# Somatopause
Die Somatopause ist eine Lebensphase, in der das Hormon Somatotropin im Vorderlappen der Hypophyse nicht mehr ausreichend gebildet und ausgeschüttet wird. Sie tritt bei Menschen im mittleren Alter auf, zumeist ab dem dritten bis sechsten Lebensjahrzehnt, parallel zur Menopause beziehungsweise Andropause.
Dadurch vermindert sich die anabole Wirkung von Somatotropin, insbesondere der stärkende und erhaltende Einfluss auf Sehnen, Bindegewebe und Muskulatur.